# Lichmera
Lichmera är ett fågelsläkte i familjen honungsfåglar inom ordningen tättingar. Arterna förekommer från östra Indonesien till Nya Guinea och Australien, med flest arter i Moluckerna och i Små Sundaöarna. En av dem, brun honungsfågel, är den enda i familjen vars utbredning sträcker sig över Wallacelinjen in i den orientaliska regionen. Släktet omfattar här nio arter:
- Olivhonungsfågel (L. argentauris)
- Brun honungsfågel (L. indistincta)
- Mörkbrun honungsfågel (L. incana)
- Silverörad honungsfågel (L. alboauricularis)
- Fjällbröstad honungsfågel (L. squamata)
- Buruhonungsfågel (L. deningeri)
- Seramhonungsfågel (L. monticola)
- Timorhonungsfågel (L. flavicans)
- Wetarhonungsfågel (L. notabilis)

Tidigare inkluderades även lombokhonungsfågeln (Sugomel lombokium) i släktet och vissa gör det fortfarande. Genetiska studier visar dock att den istället är systerart till svartvit honungsfågel.